# العمى (رواية)
العمى (بالبرتغالية: Ensaio sobre a Cegueira) هي رواية للكاتب البرتغالي جوزيه ساراماجو وتعتبر من أبرز أعماله الأدبية.
تتحدث الرواية عن وباء غامض يصيب إحدى المدن، حيث يصاب أهل هذه المدينة بالعمى فجأة، مما يخلق موجة من الذعر والفوضى العارمة التي تؤدي إلى تدخل الجيش من أجل السيطرة على الأوضاع، ولكن الوضع يزداد مأساوية حين يتخلى الجيش عن الحشود العاجزة والواهنة، مما يؤدي إلى سيطرة العصابات على ما تبقى من طعام ودواء. يبدأ الناس في الاقتتال فيما بينهم. وتلقي القصة الضوء أيضاً على الجانب الإنساني المتمثل في الطبيب وزوجته وعائلته الذين بقوا متماسكين حتى اندثار المرض فجأة كما ظهر. تتحدث الرواية عن العمى الفكري حيث قالت زوجة الطبيب في نهاية الرواية «لا أعتقد أننا عمينا بل أعتقد أننا عميان يرون، بشر عميان يستطيعون أن يروا لكنهم لا يرون» في إشارة أيضاً أن الأخلاق البشرية والمبادئ الإنسانية هشة أمام العوز البشري.

## ملخص الرواية
هذه الرواية تحكي قصة تفشي وباء غير معلوم الأسباب، العمى يُصيب تقريباً كل السكان في مدينة مجهولة الأسم، وما يترتب على ذلك من تفكك المجتمع بشكل سريع. نتابع مأساة مجموعة من الأشخاص الذين كانوا أوائل المصابين بالوباء وتركز الرواية بشكل خاص على «زوجة الطبيب» وزوجها، حيث إن العديد من مرضى الطبيب وأشخاص آخرون يتم احتجازهم سوياً بمحض الصدفة. بعد قضائهم فترة طويلة وصعبة في الحجر الصحي، يترابط أفراد المجموعة ويصبحون كعائلة واحدة تقاوم وتدافع وتحاول النجاة ويخدمهم الحظ بوجود زوجة الطبيب التي لم يصبها الوباء ومازالت قادرة على الرؤية في مجموعتهم. كون هذا الوباء ظهر فجأةً وعدم معرفة سبب حدوثه وطبيعة العمى كل هذه الأمور تؤدي لانتشار ذعر واسع النطاق، ويُكشف النقاب عن النظام الاجتماعي سريعاً عندما تحاول الجهات الحكومية أن تُسيطر على الأوضاع وتحتوي العدوى عن طريق إتخاذ تدابير قمعية وحمقاء بشكل متزايد.
الجزء الأول من الرواية يتتبع تجربة الشخصيات الأساسية عندما يتم احتجازهم في مبنى قذر، مزدحم مع بقية المصابين بالوباء. القذارة، والظروف المعيشية، وتدني المعايير الأخلاقية بشكل مروع خلال فترة قصيرة، كل ذلك يعكس طبيعة المجتمع في الخارج.
القلق على مدى توفر الغذاء، الناجم عن سوء تنظيم طرق التسليم، بالإضافة إلى محاولات زعزعة النظام وخلق أجواء النزاع؛ وعدم وجود نظام يكفل تساوي الأفراد في حصص الغذاء والمهام المطالبين بتنفيذها. كما أن الجنود الذين تم تكليفهم بحراسة المبنى والحرص على سلامة المحتجزين يصبحون عدائيين بشكل كبير عندما يصيبهم المرض واحداً تلو الآخر. يرفض الجيش السماح للمحتجزين بالحصول على أبسط الأدوية، مما يجعل أبسط الإصابات مميتة. حذراً من إي محاولة هروب، يقوم الجنود بإطلاق النار على حشد من المحتجزين الذين كانوا ينتظرون أثناء وقت تسليم المؤن الغذائية.
تتفاقم الأوضاع، عقب فرض جماعة مسلحة السيطرة على المؤن الغذائية، للتحكم بمصائر المحتجزين الآخرين وتعريضهم للاغتصاب والتجويع. لمواجهة المجاعة، يقوم المحتجزون بحرق المبنى، ليكتشفوا بأن الجيش قد تركهم ورحل، عندها يقوم أبطال الرواية بالانضمام لحشود العميان في الخارج الذين لاحول لهم يتجولون في المدينة المدمرة ويحاربون بعضهم للنجاة.
ثم تتابع الرواية مسيرة زوجة الطبيب أثناء مرافقة زوجها، وعائلتها (المرتجلة) ومحاولاتهم للنجاة خارج أسوار المبنى، حيث تقوم زوجة الطبيب بالدور الأعظم في رعايتهم جميعاً، حيث إنها ماتزال قادرة على الرؤية (تُخفي هذه الحقيقة في بداية الأمر). ينهار المجتمع بشكل شبه كامل. القانون والنظام، والخدمات الاجتماعية، والحكومة، والمدارس. كل هذه الأمور تصبح غير ذات أهمية. العوائل تفرقت ولا يستطيعون إيجاد بعضهم البعض. تراكمت الحشود في المباني وأصبحت تختلس الأغذية. أصبح التكيف البشري مستحيلا في ظل المرض، والعنف واليأس. الطبيب وزوجته وعائلتهم الجديدة يتمكنون في نهاية المطاف من المكوث في منزل الطبيب وجعله مسكناً لهم وإقامة نظام جديد لحياتهم تزامناً مع رحيل الوباء عن المدينة بنفس الطريقة الغامضة التي حدث بها.

### زوجة الطبيب
زوجة الطبيب هي الشخصية الوحيدة في الرواية بأكملها التي لاتفقد بصرها. ولا يتم تفسير سبب هذه الظاهرة حتى نهاية الرواية. بما أنها غير قادرة على مفارقة زوجها الذي سوف يتم احتجازه، تقوم بالكذب على الأطباء وتتظاهر بالعمى. لكي يتم إدخالها إثر ذلك لمبنى يتم احتجازها فيه مع بقية المصابين بالوباء. بمجرد دخولها الحجر الصحي، تحاول المساعدة في تنظيم المُجمع، ولكنها سرعان ما تصبح غير قادرة على كبح الطبيعة الحيوانية للمُجمع. عندما تبدأ أحد عنابر الحجر في حجب الغذاء عن البقية والمطالبة بممارسة الجنس مع نساء العنابر الأخرى ثمناً لحصولهم على الغذاء، تقوم زوجة الطبيب بقتل زعيم العنبر. بمجرد هروبهم من الحجر الصحي، تقوم بمساعدة مجموعتها للبقاء على قيد الحياة في المدينة. تصبح زوجة الطبيب الزعيم الفعلي للمجموعة الصغيرة، رغم أنها في حقيقة الأمر تقوم غالباً بتلبية أحتياجاتهم نتيجة إعاقتهم.

### الطبيب
الطبيب هو استشاري في طب العيون يصبح على نحو مفاجيء أعمى عُقب معالجته لأحد مرضاه بالوباء الذي يُسمى فيما بعد «المرض الأبيض»، هو من أوائل الذين اقتيدوا للحجر الصحي مع زوجته. وفقاً لخبرته الطبية تصبح لديه نوعا ما سلطة على المتواجدين في الحجز الصحي. كما أن العديد من الشخصيات الرئيسية الأخرى سبق لها زيارة عيادة الطبيب قبل بدء انتشار الوباء. الكثير من هذا تكون نتيجة كون زوجته لم تُصب بالوباء؛ حيث تكون قادرة على مشاهدة ما يحدث في العنبر ونقله لزوجها. عندما تنجح المجموعة في الهروب من العنبر ينتهي بهم المطاف للسفر والبقاء في شقة الطبيب وزوجته.

### الفتاة ذات النظارة السوداء
كانت الفتاة ذات النظارة السوداء تعمل فيما سبق بدوام جزئي كبغي أصيبت بالعمى بينما كانت مع أحد الزبائن. تم أخراجها بشكل غير رسمي من الفندق واقتيدت للحجر الصحي. بمجرد دخولها للحجر، تنضم لمجموعة صغيرة من الأشخاص الذين أُصيبوا أثناء تواجدهم في عيادة الطبيب. عندما يلمسها لص السيارة أثناء توجهها إلى دورة المياه، تقوم بركله - مما يسبب له جرحاً يؤدي في نهاية المطاف لوفاته. أثناء تواجدها في الداخل، تقوم برعاية الطفل الأحول، والذي لم يتم العثور على والدته في إي مكان. في نهاية القصة، تصبح هي والرجل العجوز ذو عصابة العين السوداء عاشاقين.

### الرجل العجوز ذو عُصابة العين السوداء
الرجل العجوز ذو عصابة العين السوداء كان أخر الأشخاص الذين انضموا للعنبر الأول في الحجر الصحي. أحضر معه جهاز راديو ترانزيستور محمولا يسمح للمحتجزين بسماع الأخبار. وهو أيضاً المُخطط الرئيسي للهجوم الفاشل على عنبر الأشرار الذين يحتجزون التموينات الغذائية. بمجرد أن تهرب المجموعة من الحجر، يصبح الرجل العجوز عشيق الفتاة ذات النظارة السوداء.

### كلب الدموع
كلب الدموع هو الكلب الذي ينضم للمجموعة الصغيرة من المصابين بالعمى بعد هروبهم من الحجر. بينما كان ولاؤه الأكبر لزوجة الطبيب، فهو أيضاً يقوم بمساعدة كل أفراد المجموعة عن طريق حمايتهم من قطيع الكلاب التي تزداد وحشيتها يوماً بعد يوم. تمت تسميته بكلب الدموع لإنه أصبح مرافقاً للمجموعة بعدما قام بلعق دموع زوجة الطبيب.

### الصبي الأحول
الصبي الأحول كان أحد المراجعين عند الطبيب، وعلى الأرجح أنه التقط عدوى العمى من العيادة. تم جلبه لمبنى الحجر الصحي دون أمه وسرعان ما يتم وضعه مع مجموعة العنبر الأول. تقوم الفتاة ذات النظارة السوداء بالاهتمام بالصبي وإطعامه وكأنها أمه.

### لص السيارة
عُقب أصابة المريض الأول المفاجئة بالعمى في سيارته أثناء الحركة المرورية، يقوم لص السيارة بمساعدته للوصول إلى منزله، وبالتالي القيام بسرقة سيارته. بعد إصابته بالعمى بفترة وجيزة، يتقابل اللص مع أول رجل أُصيب بالعمى مرة أخرى عند دخوله الحجر الصحي. وسرعان ماتبدأ المشاحنات بينهما. مع عدم امتلاكهما الوقت لتسوية مشكلتيهما، حيث إن اللص يكون أول محتجز يتم قتله بواسطة الحُراس. لقي حتفه برصاص الحراس بينما كان يحاول طلب علاج لقدمه المصابة.

### الأعمى الأول
الأعمى الأول يفاجئه الوباء في وسط الزحام المروري، بينما كان ينتظر عند أشارة مرور. يتم أخذه فوراً لمنزله ثم إلى عيادة الطبيب، حيث ينقل العدوى لكل المرضى الآخرين. هو أحد الأعضاء الأساسيين في العنبر الأول - العنبر الذي يتواجد به المحتجزون الأصليون. وهو أيضاً أول شخص يستعيد بصره، عندما يزول الوباء في نهاية الأمر.

### زوجة الأعمى الأول
زوجة الأعمى الأول تُصاب بالعمى بعد فترة وجيزة من مساعدة زوجها لدخول الحجر الصحي. حيث يلتم شملهما بمحض الصدفة في مبنى الحجر. عقب دخولها للحجر الصحي تنضم للعنبر الأول برفقة الطبيب وزوجته. وعندما يبدأ عنبر الأشرار بالمطالبة بالجنس مقابل الغذاء، تتطوع زوجة الأعمى الأول للذهاب، تضامناً مع الاخرين.

### الرجل ذو السلاح
الرجل ذو السلاح هو زعيم عنبر الأشرار الذين يسيطرون على الإمدادات الغذائية في الحجر. يقوم بمساعدة بقية أفراد عنبره باستخدام القوة للسيطرة على المؤن الغذائية ويهدد بقتل كل من لايمتثل لإوامره. يبدأ هذا العنبر بابتزاز الآخرين وإجبارهم على تقديم أشياء ثمينة مقابل حصولهم على الغذاء، وعندما تنفذ الساعات والأساور، يبدأون باغتصاب النساء. في نهاية الأمر تقوم زوجة الطبيب بطعنه حتى الموت.

### المحاسب الأعمى
هذا الرجل ليس من المتأثرين بوباء «العمى الأبيض» - ولكنه كان أعمى منذ ولادته. هو الوحيد في الجناح الذي لديه القدرة على القراءة والكتابة بطريقة برايل ويعرف كيفية أستخدام عصى المشي. بالإضافة لذلك، هو ثاني رجل في السلطة بعد الرجل ذي السلاح في جناح الأشرار. عندما تقوم زوجة الطبيب بقتل الرجل الذي يحمل السلاح، يقوم المحاسب الأعمى بأخذ السلاح ومحاولة فرض سيطرته ولكنه لايجد أي تأييد. يلقى حتفه عندما تقوم إحدى ضحايا الاغتصاب بإضرام النار في العنبر.

## الأسلوب
مثل كل أعمال ساراماغو، يحوي هذا العمل كثيراً من الجمل الطويلة جداً والتي تحل فيها الفواصل بدلاً من النقط. عدم وجود علامات اقتباس تحيط بحوار ما وتدل على هوية المتحدث (أو حقيقة أن هناك حواراً يجري) قد يجعلها لا تتضح على الفور للقارئ. عدم وجود أسماء لشخصيات رواية  العمى  يشابه تماماً مافعله ساراماغو في أعماله الأخرى (مثل رواية كل الأسماء ). عوضاً عن استخدام الأسماء يتم الإشارة للشخصيات عن طريق تسميات وصفية مثل «زوجة الطبيب»، «لص السيارة»، أو «الأعمى الأول». ونطراً لكون الشخصيات مصابة بالعمى فإن بعض الأسماء الوصفية تبدو مثيرة للسخرية («الصبي الأحول» أو «الفتاة ذات النظارة السوداء»)
المدينة التي يحدث فيها الوباء لا يتم ذكر أسمها على الأطلاق، ولا يتم تحديد الدولة أيضاً. يرد القليل من الدلائل الثقافية، التي تساهم في عدم تحديد هوية مكانية أو زمانية مما يجعل الرواية شمولية أو عالمية. بعض التلميحات تشير إلى أن الدولة ماهي إلا موطن ساراماغو نفسه البرتغال: حيث تتناول الشخصية الرئيسية وهي تأكل جريثة، أحد أنواع السجق الحارة، كما أن بعض الحوارات في النص الأصلي باللغة البرتغالية
تستخدم الصيغة الشائعة من الفعل " tu ". كما أن الكنيسة وكل صور القديسين الموجودة بها من المرجح أنها من النوع الكاثوليكي.

## اقتباسات[5]
"ان الصعوبة لا تكمن في معايشة الناس، إنما في فهمهم."
"لا أعتقد أننا عمينا، بل أعتقد أننا عميان ، عميان يرون ، بشر عميان يستطيعون أن يروا ، لكنهم لا يرون"
" قد يسبب الخوف العمى "
"العمى هو ايضا أن يعيش المرء في عالمٍ تبددت فيه الآمال كلها"
"إن أنت أردت أن تعمى فسوف تعمى"
"المعجزة الوحيدة التي نستطيع تحقيقها هي أن نستمر في العيش ، نحافظ على هشاشة الحياة من يوم الى آخر"

## الجزء الثاني والأعمال التي أُقتبست من الرواية
كتب ساراماغو جزء ثانيا لرواية  العمى  عام 2004، بعنوان البصيرة (Ensaio sobre a lucidez تُرجمتها الحرفية في الإنجليزية مقالة عن الوضوح) تُرجمت الرواية للغة الإنجليزية. الرواية الجديدة تدور أحداثها في البرتغال وتضم الكثير من الشخصيات التي تواجدت في الجزء الأول.
تم تحويل الرواية إلى فيلم العمى باللغة الإنجليزية من إخراج فرناندو ميريليس. بدأ تصوير الفيلم في شهر يوليو عام 2007 من بطولة كلا من مارك رافالو بدور الطبيب وجوليان مور بدور زوجة الطبيب. تم افتتاح الفيلم في عام 2008 خلال مهرجان كان السينمائي.
في عام 2007 قامت كلا من Drama Desk Award Winning ‏ و Godlight Theatre Company  بتنظيم العرض المسرحي لرواية العمى، والذي أُقيم في مدينة نيويورك  على مسرح 59E59 Theaters. هذه النسخة إقتبسها وأخرجها Joe Tantalo. وقام بدور الأعمى الأول الممثل Mike Roche.
نظمت المجموعة البولندية Teatr KTO أداء في منطقة مفتوحة (في الهواء الطلق) مقتبساً عن الرواية، وتم تقديم أول عرض في شهر يونيو عام 2010. ومنذ ذلك الحين تم تقديم هذه العروض في أماكن أخرى، بما في ذلك Old College Quad ‏ لجامعة أدنبرة خلال مهرجان Edinburgh Festival Fringe عام 2012.
قبل وفاته بفترة قصيرة، قام ساراماغو بإعطاء المؤلف الموسيقي الألماني Anno Schreier الحق بتأليف أوبرا استناداً إلى الرواية. كُتب نص الأوبرا باللغة الألمانية بواسطة Kerstin Maria Pöhler. ومثل الترجمة الألمانية للرواية، فإن عنوان الأوبرآ كان "Die Stadt der Blinden". وتم تقديم أول العروض في الثاني عشر من نوفمبر، عام 2011 في دار الأوبرا بزيوريخ.